# 松野秋鳴
松野秋鳴（1979年—2011年4月18日），是日本輕小說作家。
1979年，生於兵庫縣川西市。
2005年，以「秋鳴」名義投稿的作品《自己中戦艦2年3組》（《青葉君與宇宙人》原書名），贏得第一回MF文庫輕小說新人賞的優秀賞出道。32歲猝逝時，《MM一族》尚未完結。
2011年4月26日，Media Factory公告松野秋鳴於4月18日突然逝世，死因未說明。與其一同在MF文庫J執筆的作家榊一郎曾表示，可以2010年松野缺席文庫相關活動看出松野其實在當時就已病入膏肓。

## 作品一覽
- 《青葉君與宇宙人》
- 《MM一族》

## 外部連結
- 松野秋鳴 twitter （页面存档备份，存于）